# MVRDV
MVRDV est une agence d'architecture et d'urbanisme néerlandaise fondée en 1993. Le sigle MVRDV emprunte les initiales des patronymes des trois architectes fondateurs : Winy Maas (né en 1959), Jacob van Rijs (né en 1964) et Nathalie de Vries (née en 1965).

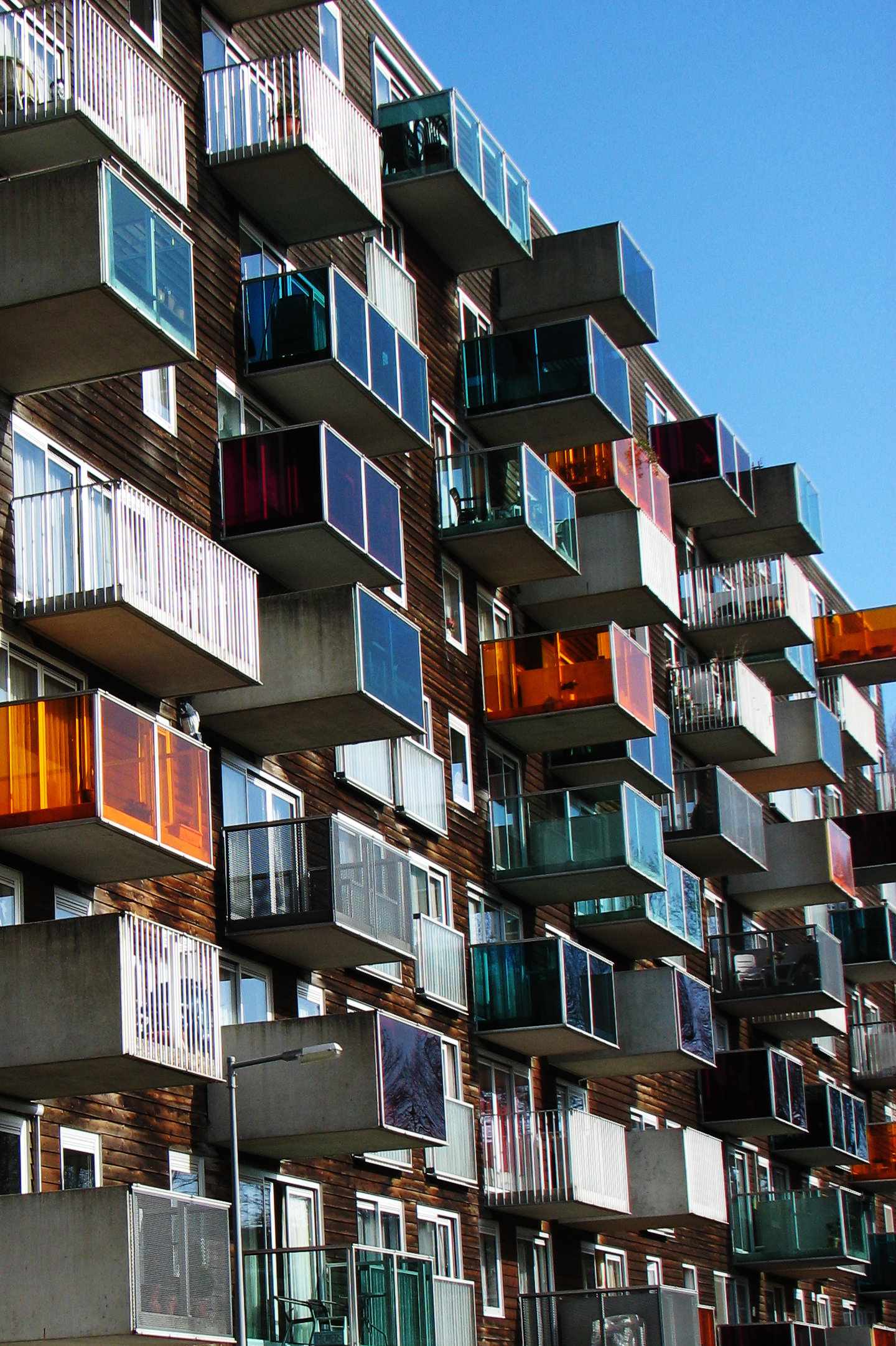
Immeuble WoZoCo, Amsterdam, 1997.

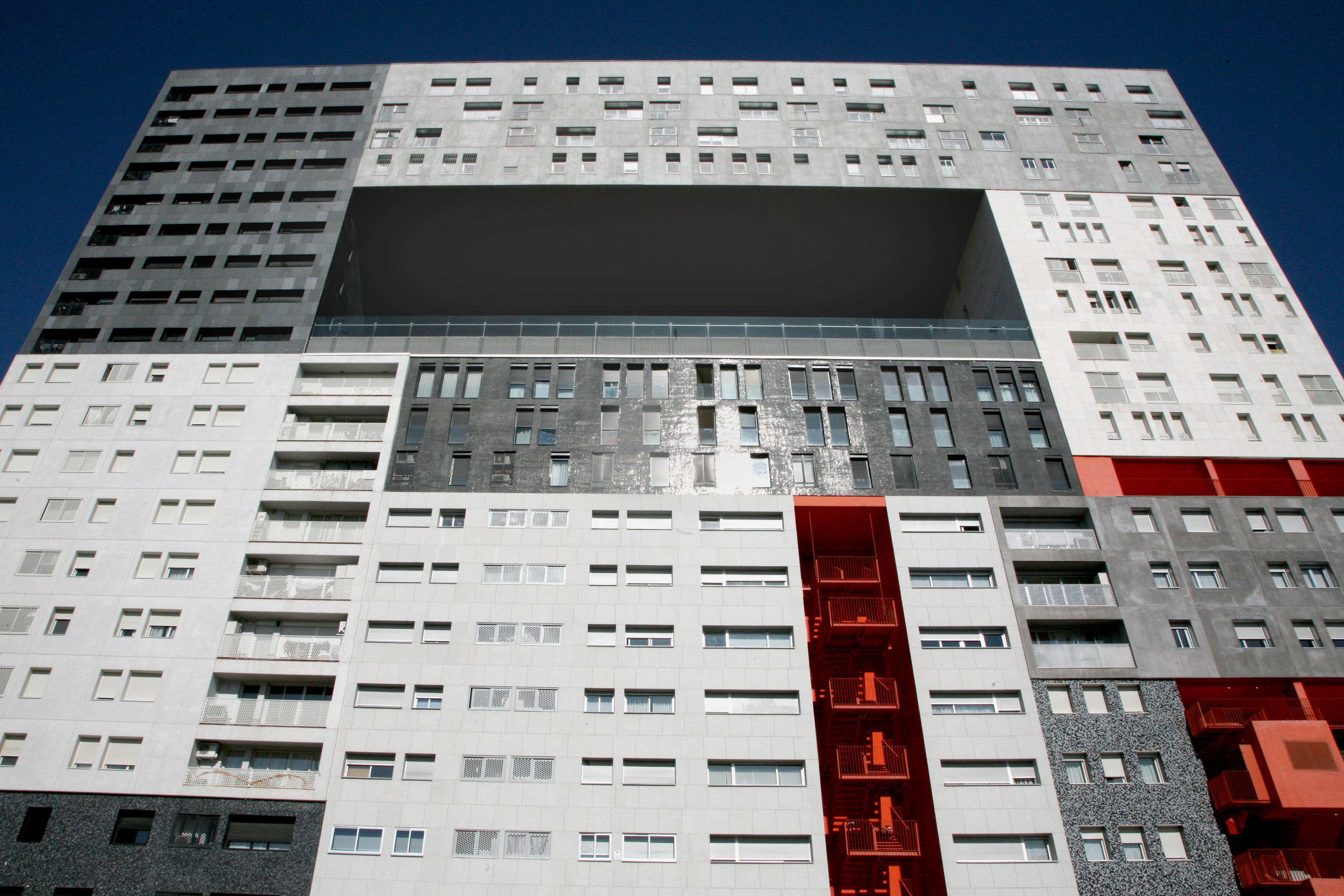
Immeuble Mirador à Madrid, 2005

## Histoire
MVRDV a été fondé à Rotterdam, en 1993. Depuis, MVRDV construit, enseigne, publie, expose, selon une pratique qui semble être tournée vers la rencontre.
Les MVRDV ne travaillent pas seuls, ils font souvent appel à des équipes aux compétences variées pour procéder à leurs expérimentations sur l'espace.
MVRDV fait partie des quatre équipes choisies pour participer au concours pour le réaménagement du quartier des Halles de Paris qui sera finalement remporté par l'architecte et urbaniste David Mangin. 
De 2008 à 2009, MVRDV est à la tête d'une équipe pluridisciplinaire avec laquelle le collectif participe à la consultation sur le Grand-Paris lancée par le président de la République Nicolas Sarkozy et intitulée « Le Grand Pari(s) de l'agglomération parisienne ». Leur proposition consiste à faire de Paris la ville la plus compacte possible.

## Associés
- Winy Maas (depuis 1993) ;
- Jacob van Rijs (depuis 1993) ;
- Nathalie de Vries (depuis 1993).

## Quelques projets

### Réalisés
- 1995-1997 : Villa KBWW, Utrecht, Pays-Bas
- 1995-2002 : Le Silodam à Amsterdam, Pays-Bas
- 1997-2000 : Pavillon hollandais pour l'Exposition Universelle 2000 en Allemagne.
- 2010 : Le Monolithe à Lyon, France
- 2010 : Balancing Barn à Suffolk, Royaume-Uni [1]
- 2014 : Markthal (Market Hall) à Rotterdam, Pays-Bas

- 2011 : Laboratoire des Moutardes de Dijon, France
- 2011 : Musée des "Comix" et de l'animation à Hangzhou, Chine
- 2011 : Musée du Rock à Roskilde, Danemark
- 2011 : The Cloud Séoul, Corée[2]
- 2012 : ZAC Bastide Niel à Bordeaux, France[3]
- 2017 : Seoullo 7017
- 2017 : Bibliothèque de Tianjin, Chine[4]